# 鴻巣駅

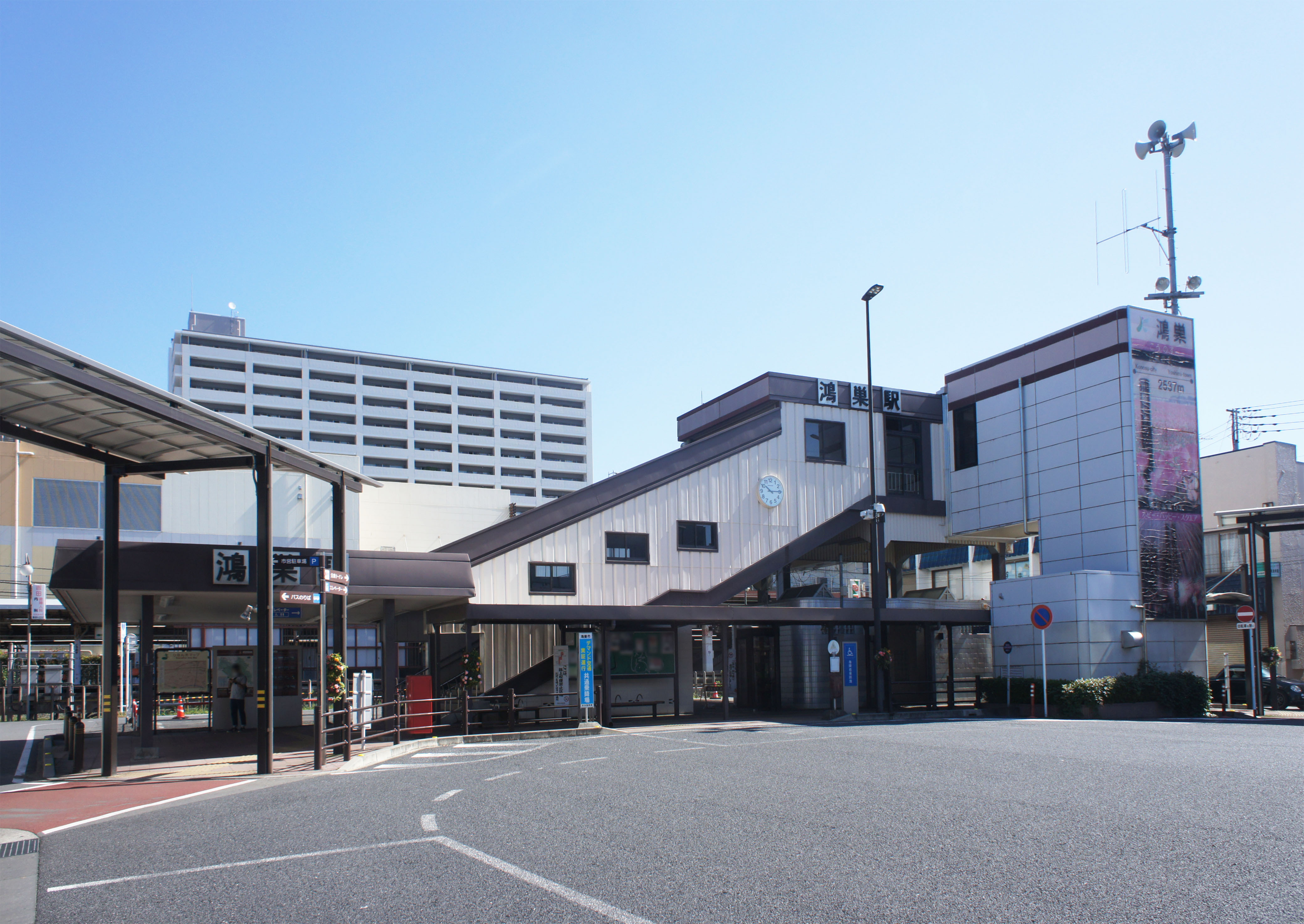
西口（2021年10月）

鴻巣駅（こうのすえき）は、埼玉県鴻巣市本町一丁目にある、東日本旅客鉄道（JR東日本）高崎線の駅である。
上野駅発着系統と、新宿駅経由で東海道線に直通する湘南新宿ライン、上野駅・東京駅経由で東海道線に直通する上野東京ラインが停車する。

## 歴史
- 1883年（明治16年）7月28日：日本鉄道の駅として開業[2]。当駅は、上野駅、浦和駅、上尾駅、熊谷駅の4駅と同じく（当時は王子駅も開業）、高崎線の開業当初からある駅の1つである。
- 1936年（昭和11年）：駅舎を改築する[3]。
- 1946年（昭和21年）3月28日：昭和天皇の埼玉県行幸（昭和天皇の戦後巡幸）。鴻巣駅 - 川口駅間でお召し列車が運行[4]。
- 1979年（昭和54年）4月：駅の近代化として橋上駅化問題が持ち上がり、それに対して地元の障害者グループ「多角形」は段差が増えることを理由に反対運動を起こした。
- 1980年（昭和55年）8月21日：貨物の取扱いを廃止[2]。
- 1982年（昭和57年）6月：橋上駅完成。
- 1985年（昭和60年）3月14日：荷物扱い廃止[2]。
- 1986年（昭和61年）3月17日：みどりの窓口営業開始[5]。
- 1987年（昭和62年）4月1日：国鉄分割民営化に伴い、東日本旅客鉄道（JR東日本）の駅となる[2]。同時に旅行センター開設[6]。
- 1995年（平成7年）1月26日：自動改札機を設置し、供用開始[7]。
- 2001年（平成13年）11月18日：ICカード「Suica」の利用が可能となる[広報 1]。
- 2007年（平成19年）
  - 3月26日：エレベーターが使用開始。トイレも新タイプに取り替えられた。
  - 10月22日：東口の新ロータリー使用開始。
  - 10月27日：東口の再開発ビル「エルミこうのす」第1期（A1ビル）が落成、ビル内「エルミこうのすショッピングモール」オープン。
- 2008年（平成20年）5月：「elumiこうのす」第2期（A2ビル）が落成。
- 2016年（平成28年）3月10日：早朝無人化[8]。

1957年頃の鴻巣駅駅舎[9]
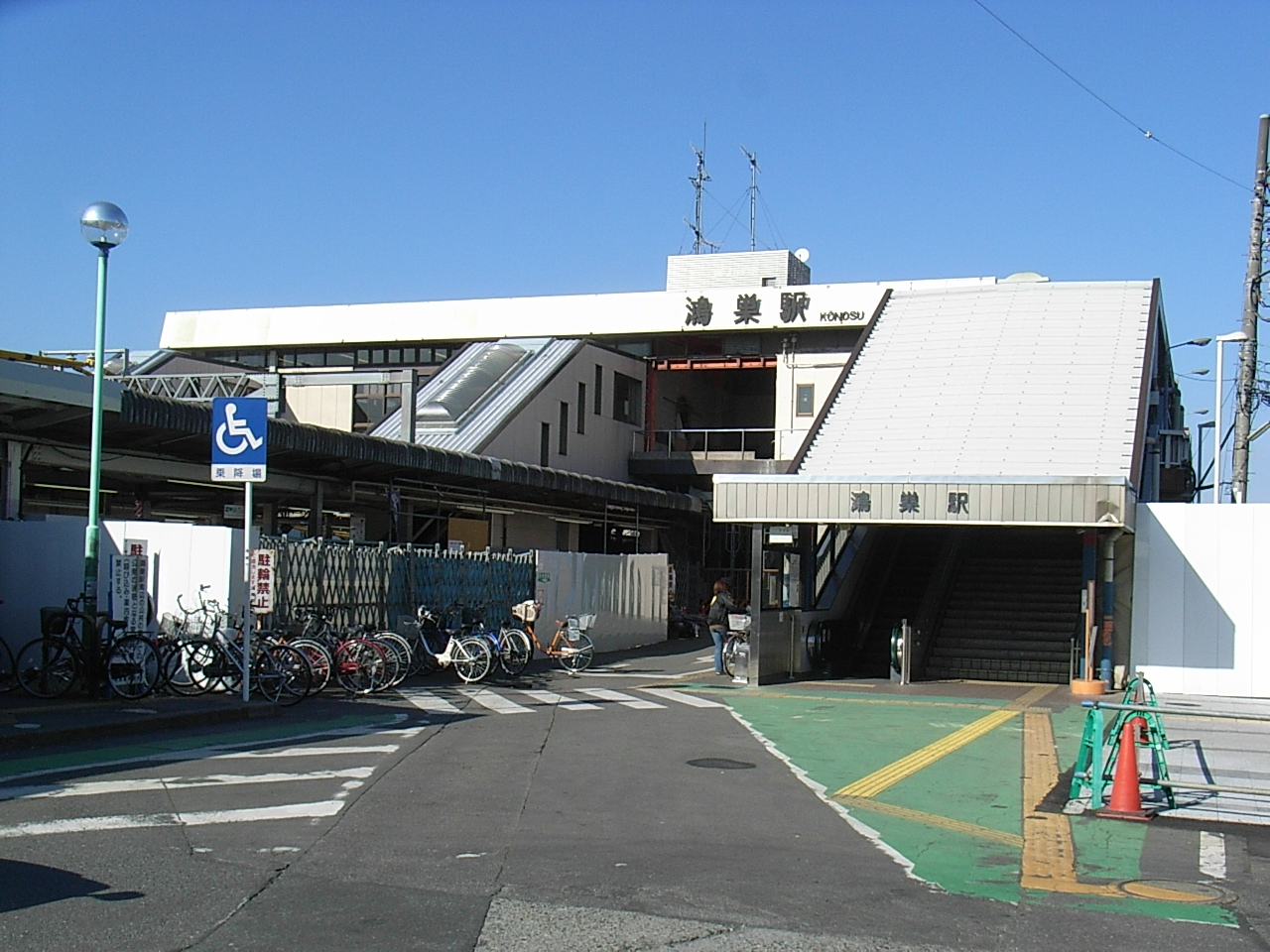
再開発前の東口（2007年1月）
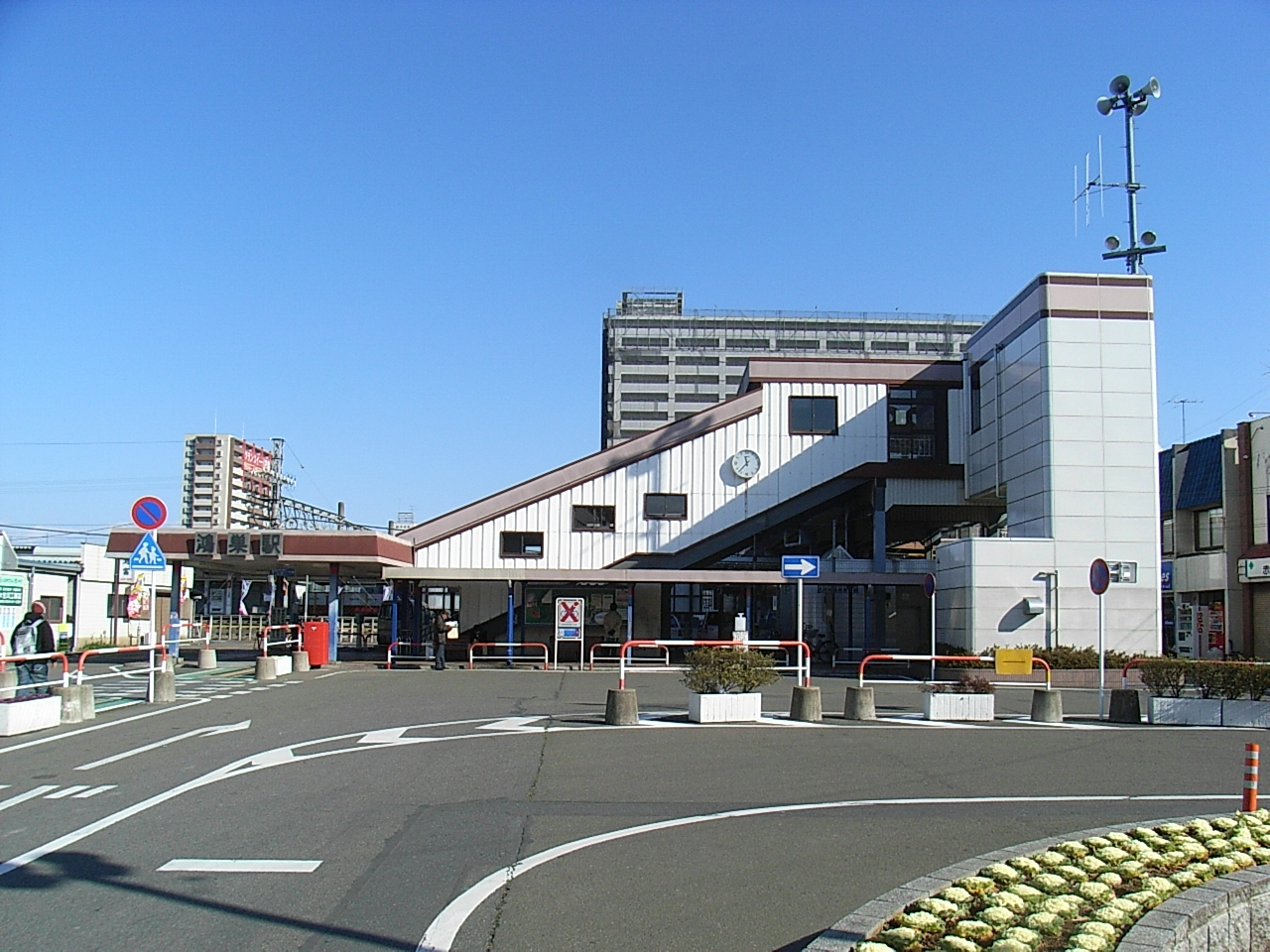
再整備前の西口（2007年1月）

## 駅構造
単式ホーム1面1線と島式ホーム1面2線、計2面3線のホームと3番線の西口側に側線（主に下り貨物列車待避に使用）が1線ある地上駅で、橋上駅舎を有している。
みどりの窓口・指定席券売機・自動改札機が設置されている。
高崎支社所属熊谷統括センター管轄の管理駅として、北本駅、北鴻巣駅、吹上駅を管理している。
2016年3月10日より、始発から午前6時30分までの間は遠隔対応のため改札係員は不在となり、一部の自動券売機のみ稼働する。
2007年（平成19年）1月11日より、エレベーター新設とエスカレータの取り替え工事に伴い、上野寄りにあったエスカレータが使用できなくなり、改札階とホーム階を結ぶ通路は、高崎寄りの階段のみとなった。その2ヶ月ほど前からはトイレの工事が行われた。その後、同年3月26日より、エレベーターとトイレの使用が開始され、2008年（平成20年）1月19日にはエスカレーターも完成し、工事が終了した。

### のりば
| 番線 | 路線             | 方向 | 行先                       | 備考            |
| ---- | ---------------- | ---- | -------------------------- | --------------- |
| 1・2 | ■ 高崎線         | 上り | 大宮・東京・新宿・横浜方面 | 2番線は一部列車 |
| 1・2 | ■ 湘南新宿ライン | 上り | 大宮・東京・新宿・横浜方面 | 2番線は一部列車 |
| 1・2 | ■ 上野東京ライン | 上り | 大宮・東京・新宿・横浜方面 | 2番線は一部列車 |
| 2・3 | ■ 高崎線         | 下り | 熊谷・高崎・前橋方面       | 2番線は一部列車 |

（出典：JR東日本:駅構内図）
- 湘南新宿ラインの列車は大船駅から、上野東京ラインの列車は上野駅を経由して東京駅から東海道線へ直通する。
- 2番線は快速・特急列車の待ち合わせを行う列車が使用しており、一部列車は、当駅で一部の下り快速・特急列車と普通列車が緩急接続を行う。なお、上下共用で利用できることから、折り返し運転も可能で、平日の上野駅発「あかぎ」1号の終着ホーム（折り返し大宮方面へ回送）として使用されているほか、ダイヤ乱れ時は当駅で臨時に折り返し運転することがある。また、2025年3月15日のダイヤ改正以降は、当駅始発の「あかぎ」4号上野行き発車ホーム（大宮方面から回送で到着し折り返し）としても使用される[10]。なお、2015年3月13日（上野東京ライン開業前日）までは平日朝に当駅始発上野行き普通列車が設定されていたほか、2014年3月14日までは平日夜に上野発当駅止まりで運転されていた「ホームライナー鴻巣」の到着折返しホームとして2番線を使用していた。
- 全ての普通・快速列車（高崎線普通列車・上野東京ライン普通列車・快速「アーバン」、湘南新宿ライン快速・特別快速）及び特急「あかぎ」が停車する。
  - 旧「スワローあかぎ」（現・「あかぎ」平日列車）登場前は、特急列車は平日夜の特急「あかぎ」9号のみの停車であった。なお、新特急「谷川」・「草津」（現「草津・四万」）も新設当初は3往復が停車していたが、ほどなくして通過となった。また、急行「能登」が電車化・上野発が23時台になった際は高崎線下り最終列車ということもあって下りのみ停車していたが、こちらも時刻変更で上尾駅・桶川駅とともに通過となった。
- 1番線ホームの高崎寄りは公道に面しており、定期外で多くの利用者があるこうのす花火大会時には、帰宅客用に臨時入場口が開設される。会場の荒川河川敷とは反対側だが、最短経路の西口への利用客集中を分散させる目的である[11]（Suica専用簡易改札機設置、交通系ICカード以外利用不可）ほか、当駅始発上り臨時列車が運転される。

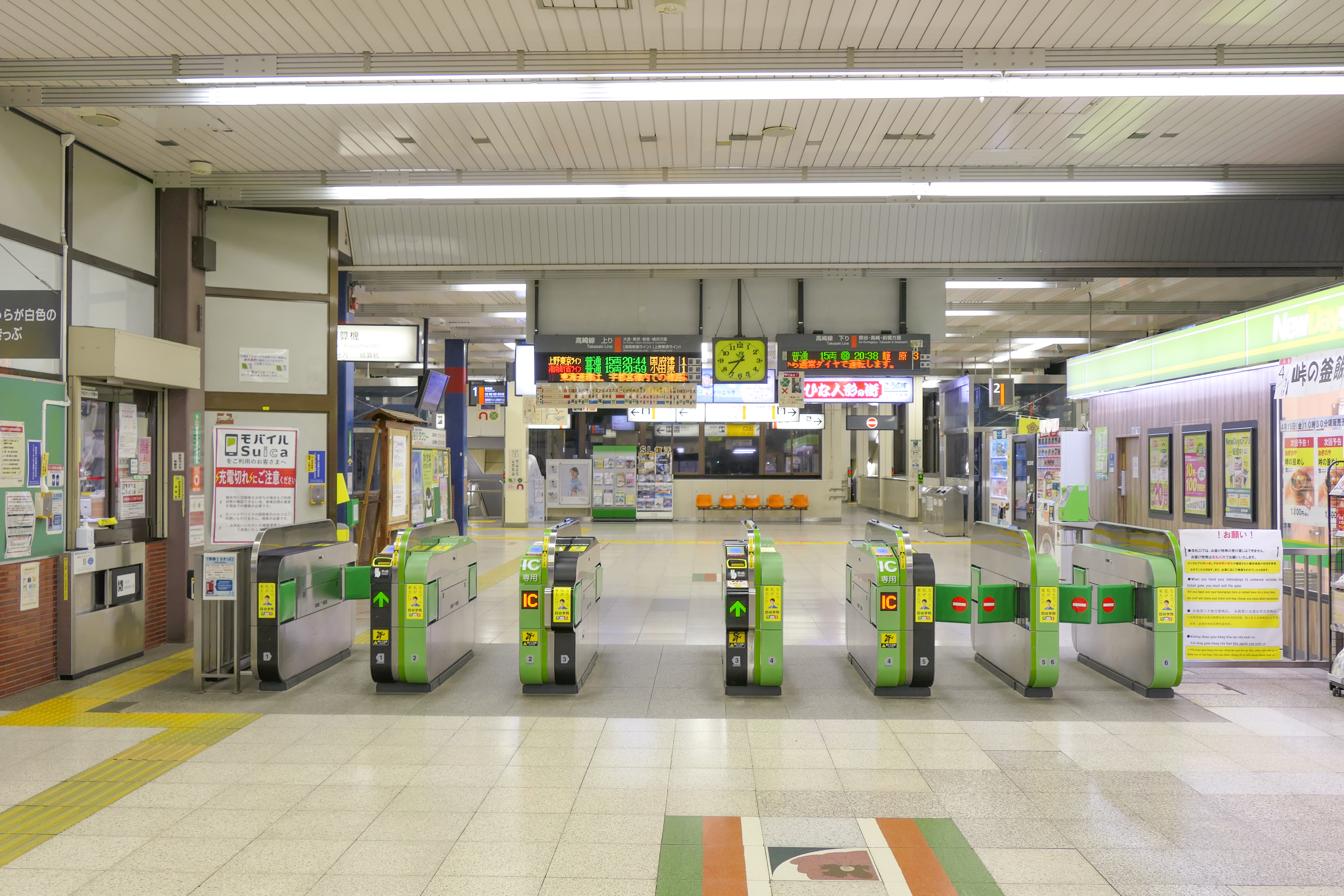
改札口（2022年4月）
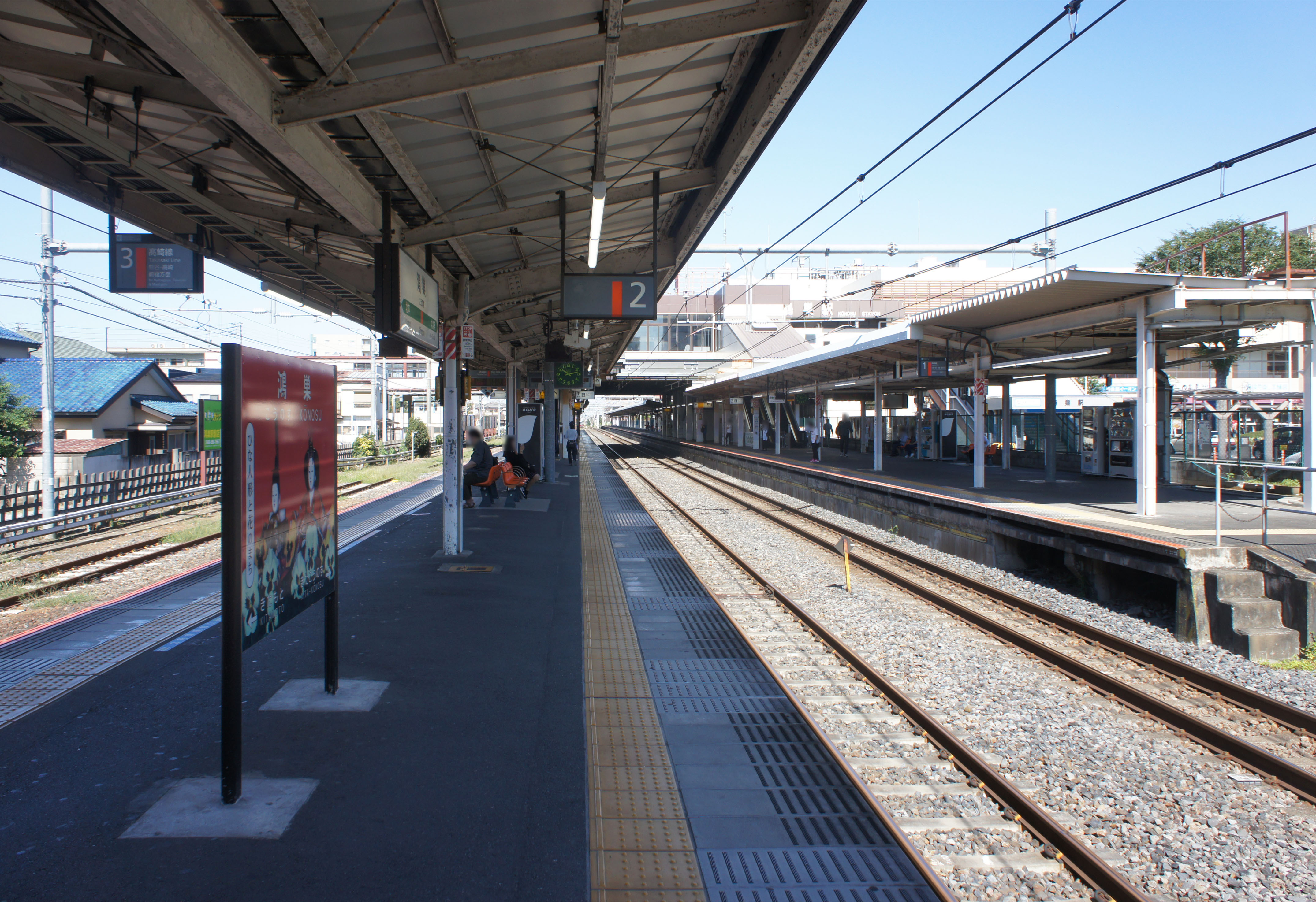
ホーム（2021年10月）

### 発車メロディ
| 1 | ■ | HANDS-大きな手から小さな手へ- ver.C |
| 2 | ■ | HANDS-大きな手から小さな手へ- ver.C |
| 3 | ■ | HANDS-大きな手から小さな手へ- ver.C |

- 発車メロディには、鴻巣市出身のシンガーソングライター・美根ゆり香の曲である「HANDS-大きな手から小さな手へ-」が採用されている。[12]

### 構内の店舗
- NewDays
- そば処　中山道（立ち食いそば・うどん）

## 利用状況
2023年度（令和5年度）の1日平均乗車人員は17,406人である。
JR東日本および埼玉県統計年鑑によると、1990年度（平成2年度）以降の1日平均乗車人員の推移は以下の通り。
| 年度               | 1日平均 乗車人員 | 出典     |
| ------------------ | ---------------- | -------- |
| 1990年（平成02年） | 18,580           |          |
| 1991年（平成03年） | 19,459           |          |
| 1992年（平成04年） | 19,921           |          |
| 1993年（平成05年） | 20,180           |          |
| 1994年（平成06年） | 20,219           |          |
| 1995年（平成07年） | 20,042           |          |
| 1996年（平成08年） | 20,059           |          |
| 1997年（平成09年） | 19,505           |          |
| 1998年（平成10年） | 19,394           |          |
| 1999年（平成11年） | 19,341           | [ * 1 ]  |
| 2000年（平成12年） | 19,290           | [ * 2 ]  |
| 2001年（平成13年） | 19,101           | [ * 3 ]  |
| 2002年（平成14年） | 18,965           | [ * 4 ]  |
| 2003年（平成15年） | 18,958           | [ * 5 ]  |
| 2004年（平成16年） | 18,988           | [ * 6 ]  |
| 2005年（平成17年） | 19,055           | [ * 7 ]  |
| 2006年（平成18年） | 19,270           | [ * 8 ]  |
| 2007年（平成19年） | 19,782           | [ * 9 ]  |
| 2008年（平成20年） | 20,113           | [ * 10 ] |
| 2009年（平成21年） | 20,014           | [ * 11 ] |
| 2010年（平成22年） | 19.908           | [ * 12 ] |
| 2011年（平成23年） | 19,727           | [ * 13 ] |
| 2012年（平成24年） | 19,732           | [ * 14 ] |
| 2013年（平成25年） | 20,120           | [ * 15 ] |
| 2014年（平成26年） | 19,709           | [ * 16 ] |
| 2015年（平成27年） | 19,938           | [ * 17 ] |
| 2016年（平成28年） | 19,827           | [ * 18 ] |
| 2017年（平成29年） | 19,738           | [ * 19 ] |
| 2018年（平成30年） | 19,650           | [ * 20 ] |
| 2019年（令和元年） | 19,345           | [ * 21 ] |
| 2020年（令和02年） | 14,762           |          |
| 2021年（令和03年） | 15,596           |          |
| 2022年（令和04年） | 16,725           |          |
| 2023年（令和05年） | 17,406           |          |

## 駅周辺

### 東口
当駅は、西口周辺は閑散としているものの、東口に国道17号や旧中山道（鴻巣市通称：中仙道線）、鴻巣市役所、埼玉県警察運転免許センターがあるため、東口周辺は人通りが絶えない。また、埼玉県警察運転免許センターの最寄り駅という事もあり、東口は運転免許の試験問題の練習教室が多い。平日の朝にはこれらの教室に向かう受験者の姿も見られる。
さらに現在、当駅東口では鴻巣市が主体となっている「鴻巣駅東口再開発事業」が進行中であり、大規模な工事が行われている。この工事は2007年10月下旬に第1期が落成、駅前が大きく変わった。2016年現在は旧中山道までの駅通り地区について、事業が本格着手されている。
- 勝願寺
- 埼玉県警察運転免許センター
- 鴻巣市役所
- 鴻巣市文化センター（クレアこうのす）
- 鴻巣市立鴻巣中央図書館
- 鴻巣本町郵便局
- フラワーコミュニティ放送
- 埼玉りそな銀行鴻巣支店
- 大光銀行鴻巣支店
- 東和銀行鴻巣支店
- 群馬銀行鴻巣支店
- 武蔵野銀行鴻巣支店
- 埼玉縣信用金庫鴻巣支店（・鴻巣西口支店・吹上支店）
- エルミこうのす

### 西口
- 埼玉県立鴻巣高等学校
- ヤオコー鴻巣店
- マツモトキヨシ鴻巣店
- 鴻巣大間郵便局

## バス路線
当駅からは、東松山駅・川越駅・加須駅の各駅へ接続する路線バスが運行されている。
朝日バス・川越観光バス・東武バスの路線は「免許センター」を発着地としており、一部の便を除き当駅は途中経由地となっているほか、当駅－免許センター間のみの朝日バス路線も存在する。また、朝日・川越観光・東武の一般路線（フラワー号朝日担当路線含む）ではPASMO・Suicaが利用可能。
従来、一般路線は、全て東口発着であったが、2014年11月4日より、荒川を渡る西側の路線である東松山駅線及び川越駅線に関して経路変更が行われ、免許センター発あるいは鴻巣駅始発の東松山・川越方面行き及び東松山・川越方面発鴻巣駅止まりに関しては西口を発着するようになった（2方面発免許センター行きのみ東口経由のままとなっており、方面毎にバスのりばが整理された）。

### 鴻巣駅東口
朝日バス・川越観光バス・鴻巣市フラワー号（朝日バスとロイヤル交通に運行委託）・東武バスウエストの路線バスが発着する。
1番のりば（朝日バス）
- KZ11〜14／KZ21〜24：加須駅方面

2番のりば（朝日バス）
- KN21・23：新落合橋方面

3番のりば
- 免許センター行　
  - （朝日バスKN01・KZ12・14・22・24）
  - （川越観光バスHM-11）
  - （東武バスウエスト川越03）

4番のりば（鴻巣市フラワー号）
- 笠原コース：上谷総合公園行
- 共和コース：ふるさと館行
- 常光コース：北本駅東口行
- 中山道コース：北鴻巣駅方面

※ 東口ロータリー外のエルミこうのす東側・北側の道路沿いに各種送迎バスが発着している。

### 鴻巣駅西口
川越観光バス・鴻巣市フラワー号・東武バスウエストの路線バスが発着する。
ロータリー内のりば（鴻巣市フラワー号）
- 田間宮コース：北鴻巣駅行
- 馬室コース：北本駅西口行

1番のりば（東武バスウエスト）
- 川越03：川越駅東口行

2番のりば（川越観光バス）
- HM-12・HM-13：東松山駅東口行

※ 西口発の一般路線（東松山方面・川越方面）の降車場所はロータリー内、乗車場所（1番・2番のりば）はロータリーを出て少し進んだ道路上となっている（フラワー号はロータリー内で乗降）。

## 隣の駅
東日本旅客鉄道（JR東日本）
■高崎線
- 特急「あかぎ」停車駅（4号は当駅始発、1号は当駅終着）

■特別快速
北本駅 - 鴻巣駅 - 熊谷駅
■快速「アーバン」
桶川駅 - 鴻巣駅 - 熊谷駅
■普通
北本駅 - 鴻巣駅 - 北鴻巣駅

### 記事本文
1. 1 2 3  『週刊 JR全駅・全車両基地』 12号 大宮駅・野辺山駅・川原湯温泉駅ほか、朝日新聞出版〈週刊朝日百科〉、2012年10月28日、19頁。
2. 1 2 3 4 5  石野哲（編）『停車場変遷大事典 国鉄・JR編 Ⅱ』（初版）JTB、1998年10月1日、447頁。ISBN 978-4-533-02980-6。
3. ↑  ““鴻巣駅”のいま・むかし（2） こうのす今昔物語-写真でみる鴻巣市の今・昔-”. フューチャーリンクネットワーク（こうのす広場）. 2018年9月14日閲覧。
4. ↑  原武史『昭和天皇御召列車全記録』新潮社、2016年9月30日、91頁。ISBN 978-4-10-320523-4。
5. ↑  「交通新聞」1986年3月13日付　2面
6. ↑  『JR東日本高崎運行部、7駅に旅行センター　営業戦略を強化』昭和62年3月29日日本経済新聞地方経済面北関東
7. ↑  「JR年表」『JR気動車客車編成表 '95年版』ジェー・アール・アール、1995年7月1日、187頁。ISBN 4-88283-116-3。
8. 1 2  “一部時間帯のインターホン対応についてのお知らせ” (PDF).   東日本旅客鉄道高崎支社. 2020年4月30日時点のオリジナルよりアーカイブ。2020年4月30日閲覧。
9. ↑  『写真アルバム 上尾・桶川・北本・鴻巣・伊奈の昭和』いき出版、2017年10月19日、136頁。ISBN 978-4-86672-004-3。
10. ↑  “2025年3月ダイヤ改正について（高崎支社）”.   東日本旅客鉄道株式会社. 2024年12月13日閲覧。
11. ↑  フラワーラジオのX
12. ↑  “鴻巣市　広報”.   鴻巣市. 2021年6月20日閲覧。
13. ↑  試験当日に出題されるであろう予想問題を講師が解説する教室。試験問題に関しては免許センターで出題されているものだが、これらの教室は免許センターとは無関係である。
14. ↑  東武バスは休日は全便センター発着が無く当駅折り返しで、平日も当駅折り返しのほうが多い。

#### 広報資料・プレスリリースなど一次資料
1. ↑  “Suicaご利用可能エリアマップ（2001年11月18日当初）” (PDF).   東日本旅客鉄道. 2019年7月27日時点のオリジナルよりアーカイブ。2020年4月30日閲覧。

### 利用状況
1. ↑  埼玉県統計年鑑 - 埼玉県
2. ↑  統計こうのす - 鴻巣市

JR東日本の2000年度以降の乗車人員
1. 1 2  各駅の乗車人員（2023年度） - JR東日本
2. ↑  各駅の乗車人員（2000年度） - JR東日本
3. ↑  各駅の乗車人員（2001年度） - JR東日本
4. ↑  各駅の乗車人員（2002年度） - JR東日本
5. ↑  各駅の乗車人員（2003年度） - JR東日本
6. ↑  各駅の乗車人員（2004年度） - JR東日本
7. ↑  各駅の乗車人員（2005年度） - JR東日本
8. ↑  各駅の乗車人員（2006年度） - JR東日本
9. ↑  各駅の乗車人員（2007年度） - JR東日本
10. ↑  各駅の乗車人員（2008年度） - JR東日本
11. ↑  各駅の乗車人員（2009年度） - JR東日本
12. ↑  各駅の乗車人員（2010年度） - JR東日本
13. ↑  各駅の乗車人員（2011年度） - JR東日本
14. ↑  各駅の乗車人員（2012年度） - JR東日本
15. ↑  各駅の乗車人員（2013年度） - JR東日本
16. ↑  各駅の乗車人員（2014年度） - JR東日本
17. ↑  各駅の乗車人員（2015年度） - JR東日本
18. ↑  各駅の乗車人員（2016年度） - JR東日本
19. ↑  各駅の乗車人員（2017年度） - JR東日本
20. ↑  各駅の乗車人員（2018年度） - JR東日本
21. ↑  各駅の乗車人員（2019年度） - JR東日本
22. ↑  各駅の乗車人員（2020年度） - JR東日本
23. ↑  各駅の乗車人員（2021年度） - JR東日本
24. ↑  各駅の乗車人員（2022年度） - JR東日本

埼玉県統計年鑑
1. ↑  埼玉県統計年鑑（平成12年）
2. ↑  埼玉県統計年鑑（平成13年）
3. ↑  埼玉県統計年鑑（平成14年）
4. ↑  埼玉県統計年鑑（平成15年）
5. ↑  埼玉県統計年鑑（平成16年）
6. ↑  埼玉県統計年鑑（平成17年）
7. ↑  埼玉県統計年鑑（平成18年）
8. ↑  埼玉県統計年鑑（平成19年）
9. ↑  埼玉県統計年鑑（平成20年）
10. ↑  埼玉県統計年鑑（平成21年）
11. ↑  埼玉県統計年鑑（平成22年）
12. ↑  埼玉県統計年鑑（平成23年）
13. ↑  埼玉県統計年鑑（平成24年）
14. ↑  埼玉県統計年鑑（平成25年）
15. ↑  埼玉県統計年鑑（平成26年）
16. ↑  埼玉県統計年鑑（平成27年）
17. ↑  埼玉県統計年鑑（平成28年）
18. ↑  埼玉県統計年鑑（平成29年）
19. ↑  埼玉県統計年鑑（平成30年）
20. ↑  埼玉県統計年鑑（令和元年）
21. ↑  埼玉県統計年鑑（令和2年）